# Arttu Korkeasalo
Arttu Kasperi Korkeasalo, född 4 februari 2000 i Ylöjärvi, är en finländsk kulstötare. Han tävlar för Lielahden Kipinä och tränas av Kari Korkeasalo.

## Karriär
Vid European Youth Olympic Festival 2015 i Tbilisi tog Korkeasalo guld efter en stöt på 18,98 meter med en 5-kiloskula. Följande år slutade han på fjärde plats vid ungdoms-EM i Tbilisi efter en stöt på 20,96 meter (5-kiloskula). I februari 2017 tog Korkeasalo brons vid finska inomhusmästerskapen i Jyväskylä efter en stöt på 17,38 meter. I juli samma år vid junior-EM i Grosseto slutade han på 10:e plats efter en stöt på 18,93 meter (6-kiloskula).
I augusti 2020 tog Korkeasalo brons vid kalevaspelen i Åbo efter en stöt på 17,93 meter. I februari 2021 tog han guld vid finska inomhusmästerskapen i Jyväskylä efter en stöt på 18,93 meter. I juli 2021 slutade Korkeasalo på sjunde plats vid U23-EM i Tallinn efter en stöt på 18,93 meter. Följande månad tog han silver vid kalevaspelen i Tammerfors efter en stöt på 18,31 meter. I februari 2022 tog Korkeasalo sitt andra raka guld vid finska inomhusmästerskapen i Kuopio efter en stöt på 17,88 meter.

## Tävlingar

### Internationella
| År                   | Tävling                                | Plats                | Placering            | Gren                 | Distans              |
| Tävlande för Finland | Tävlande för Finland                   | Tävlande för Finland | Tävlande för Finland | Tävlande för Finland | Tävlande för Finland |
| -------------------- | -------------------------------------- | -------------------- | -------------------- | -------------------- | -------------------- |
| 2015                 | European Youth Summer Olympic Festival | Tbilisi, Georgien    | 1:a                  | Kulstötning (5 kg)   | 18,98 m              |
| 2016                 | Ungdomseuropamästerskapen              | Tbilisi, Georgien    | 4:e                  | Kulstötning (5 kg)   | 20,96 m              |
| 2017                 | Junioreuropamästerskapen               | Grosseto, Italien    | 10:e                 | Kulstötning (6 kg)   | 18,93 m              |
| 2021                 | U23-europamästerskapen                 | Tallinn, Estland     | 7:e                  | Kulstötning          | 18,93 m              |

### Nationella
| - Finska friidrottsmästerskapen (utomhus): - 2020: Brons – Kulstötning (17,93 meter, Åbo) - 2021: Silver – Kulstötning (18,31 meter, Tammerfors) | - Finska friidrottsmästerskapen (inomhus): - 2017: Brons – Kulstötning (17,38 meter, Jyväskylä) - 2021: Guld – Kulstötning (18,93 meter, Jyväskylä) - 2022: Guld – Kulstötning (17,88 meter, Kuopio) |

## Personliga rekord
| Utomhus - Kulstötning – 18,93 m (Tallinn, 8 juli 2021) | Inomhus - Kulstötning – 18,93 m (Jyväskylä, 21 februari 2021) |